# Циринга
Циринга (словен. Ciringa) — поселення в общині Кунгота, Подравський регіон‎, Словенія.